# Saison 1 de Burn Notice
Chronologie
Saison 2
Cet article présente le guide des épisodes de la première saison de la série télévisée américaine Burn Notice.

## Généralités
Cette première saison est composée de treize épisodes, l'épisode pilote étant découpé en deux parties lors de sa diffusion en version française.

### Synopsis
Michael Westen est un agent secret qui est subitement mis à pied en plein milieu d'une opération. Il se retrouve à Miami sans savoir pourquoi, sans emploi, sous étroite surveillance d'agences fédérales et sans pouvoir quitter la ville. Michael est alors obligé de survivre en menant des opérations pour divers clients à Miami. Aidé par une ex-petite amie, Fiona, ancien membre de l'IRA, et Sam, un ancien soldat à la retraite, Michael utilise son expérience et des techniques d'espionnage pour venir à bout d'affaires que la police seule ne saurait résoudre. Parallèlement, Michael cherche activement à savoir pourquoi il a été « licencié ».

## Distribution de la saison

### Acteurs principaux
- Jeffrey Donovan (VF : Bertrand Liebert) : Michael Westen
- Gabrielle Anwar (VF : Nathalie Karsenti) : Fiona Glenanne (en)
- Bruce Campbell (VF : Thierry Mercier) : Sam Axe (en)
- Sharon Gless (VF : Michelle Bardollet) : Madeline Westen

### Acteurs récurrents
- Seth Peterson (VF : Dominique Guillo) : Nate Westen
- Marc Macaulay (en) (VF : Érik Colin) : agent Harris
- Brandon Morris (VF : Antoine Tomé) : agent Lane
- Paul Tei (VF : Vincent Ribeiro) : Barry
- Arturo Fernandez (VF : Ludovic Baugin) : Sugar
- Alex Carter (VF : Richard Leroussel) : agent Jason Bly

### Invités
- David Zayas (VF : Enrique Carballido) : Javier (épisodes 1 et 2)
- Ray Wise (VF : Bernard Tiphaine) : M. Pyne (épisodes 1 et 2)
- Mark Pellegrino (VF : Antoine Tomé) : Quentin King (épisode 3)
- Dedee Pfeiffer (VF : Brigitte Aubry) : Cara (épisode 4)
- Mark Totty (VF : Constantin Pappas) : Carl Wilhelm (épisode 4)
- Chris Payne Gilbert (en) (VF : Mathieu Buscatto) : Thomas McKee (épisode 9)
- Arye Gross (VF : Thierry Wermuth) : Perry Clark (épisode 10)
- Lucy Lawless (VF : Denise Metmer) : Evelyn (épisode 11)

## Liste des épisodes

### Épisode 1:Hors circuit, première partie
- États-Unis : 28 juin 2007 sur USA Network[1]
- Belgique : 2 septembre 2008 sur RTL-TVI
- France : 
  - 5 février 2009 sur W9
  - 12 juillet 2010 sur M6
- Québec : 4 juin 2009 sur Séries+
- Suisse : 18 octobre 2009 sur TSR1

- David Zayas (Javier)
- Ray Wise (M. Pyne)

### Épisode 2:Hors circuit, deuxième partie
- États-Unis : 28 juin 2007 sur USA Network
- Belgique : 2 septembre 2008 sur RTL-TVI
- France : 
  - 5 février 2009 sur W9
  - 12 juillet 2010 sur M6
- Québec : 11 juin 2009 sur Séries+
- Suisse : 25 octobre 2009 sur TSR1

- David Zayas (Javier)
- Ray Wise (M. Pyne)

### Épisode 3:Espion ou Escroc
- États-Unis : 5 juillet 2007 sur USA Network
- Belgique : 9 septembre 2008 sur RTL-TVI
- France : 
  - 5 février 2009 sur W9
  - 12 juillet 2010 sur M6
- Québec : 18 juin 2009 sur Séries+
- Suisse : 8 novembre 2009 sur TSR1

- Mark Pellegrino (Quentin King)

### Épisode 4:Cibles émouvantes
- États-Unis : 12 juillet 2007 sur USA Network
- Belgique : 9 septembre 2008 sur RTL-TVI
- France : 
  - 12 février 2009 sur W9
  - 19 juillet 2010 sur M6
- Québec : 25 juin 2009 sur Séries+
- Suisse : 15 novembre 2009 sur TSR1

### Épisode 5:Tout ce qui brille
- États-Unis : 19 juillet 2007 sur USA Network
- Belgique : 16 septembre 2008 sur RTL-TVI
- France : 
  - 12 février 2009 sur W9
  - 19 juillet 2010 sur M6
- Québec : 2 juillet 2009 sur Séries+
- Suisse : 6 décembre 2009 sur TSR1

### Épisode 6:Family Business
- États-Unis : 26 juillet 2007 sur USA Network
- Belgique : 16 septembre 2008 sur RTL-TVI
- France : 
  - 12 février 2009 sur W9
  - 26 juillet 2010 sur M6
- Québec : 9 juillet 2009 sur Séries+
- Suisse : 13 décembre 2009 sur TSR1

### Épisode 7:Pour une poignée de dollars
- États-Unis : 2 août 2007 sur USA Network
- Belgique : 23 septembre 2008 sur RTL-TVI
- France : 
  - 24 février 2009 sur W9
  - 26 juillet 2010 sur M6
- Québec : 16 juillet 2009 sur Séries+
- Suisse : 20 décembre 2009 sur TSR1

### Épisode 8:La Loi de la rue
- États-Unis : 9 août 2007 sur USA Network
- Belgique : 23 septembre 2008 sur RTL-TVI
- France : 
  - 3 mars 2009 sur W9
  - 3 août 2010 sur M6
- Québec : 23 juillet 2009 sur Séries+
- Suisse : 27 décembre 2009 sur TSR1

### Épisode 9:Guerre psychologique
- États-Unis : 16 août 2007 sur USA Network
- Belgique : 30 septembre 2008 sur RTL-TVI
- France : 
  - 3 mars 2009 sur W9
  - 3 août 2010 sur M6
- Québec : 30 juillet 2009 sur Séries+
- Suisse : 3 janvier 2010 sur TSR1

### Épisode 10:Le Négociateur
- États-Unis : 23 août 2007 sur USA Network
- Belgique : 30 septembre 2008 sur RTL-TVI
- France : 
  - 10 mars 2009 sur W9
  - 10 août 2010 sur M6
- Québec : 6 août 2009 sur Séries+
- Suisse : 3 janvier 2010 sur TSR1

- Arye Gross (Perry Clark)
- Gonzalo Menendez (Lucio Velasquez)

### Épisode 11:Agent trouble
- États-Unis : 13 septembre 2007 sur USA Network
- Belgique : 7 octobre 2008 sur RTL-TVI
- France :
  - 10 mars 2009 sur W9
  - 10 août 2010 sur M6
- Québec : 13 août 2009 sur Séries+
- Suisse : 10 janvier 2010 sur TSR1

- Lucy Lawless (Evelyn)

### Épisode 12:Les Meilleurs Ennemis, première partie
- États-Unis : 20 septembre 2007 sur USA Network
- Belgique : 14 octobre 2008 sur RTL-TVI
- France : 
  - 17 mars 2009 sur W9
  - 17 août 2010 sur M6
- Québec : 20 août 2009 sur Séries+
- Suisse : 17 janvier 2010 sur TSR1

### Épisode 13:Les Meilleurs Ennemis, deuxième partie
- États-Unis : 20 septembre 2007 sur USA Network
- Belgique : 14 octobre 2008 sur RTL-TVI
- France : 
  - 17 mars 2009 sur W9
  - 17 août 2010 sur M6
- Québec : 27 août 2009 sur Séries+
- Suisse : 24 janvier 2010 sur TSR1